# Santurde de Rioja
Santurde de Rioja ist ein Ort und eine Gemeinde (municipio) im Westen der spanischen Region La Rioja mit 254 Einwohnern (Stand: 2024).

## Lage
Santurde de Rioja liegt etwa 50 Fahrtkilometer westsüdwestlich von Logroño in einer Höhe von etwa 715 m am Fluss Oja. 

## Bevölkerungsentwicklung
| Jahr      | 1960 | 1970 | 1981 | 1991 | 2001 | 2011 | 2021 |
| Einwohner | 630  | 477  | 338  | 324  | 309  | 336  | 278  |

Infolge der Mechanisierung der Landwirtschaft und des daraus resultierenden geringeren Arbeitskräftebedarfs ist die Zahl der Einwohner seit der Mitte des 20. Jahrhunderts deutlich zurückgegangen.

## Wirtschaft
An erster Stelle im Wirtschaftsleben der Gemeinde steht traditionell die Landwirtschaft und hier vor allem der Weinbau. Santurde de Rioja gehört zum Anbaugebiet der Rioja Alta. Daneben werden auch Weizen, Gerste, Kartoffeln sowie verschiedene Gemüsepflanzen kultiviert.

## Sehenswürdigkeiten
- Andreaskirche

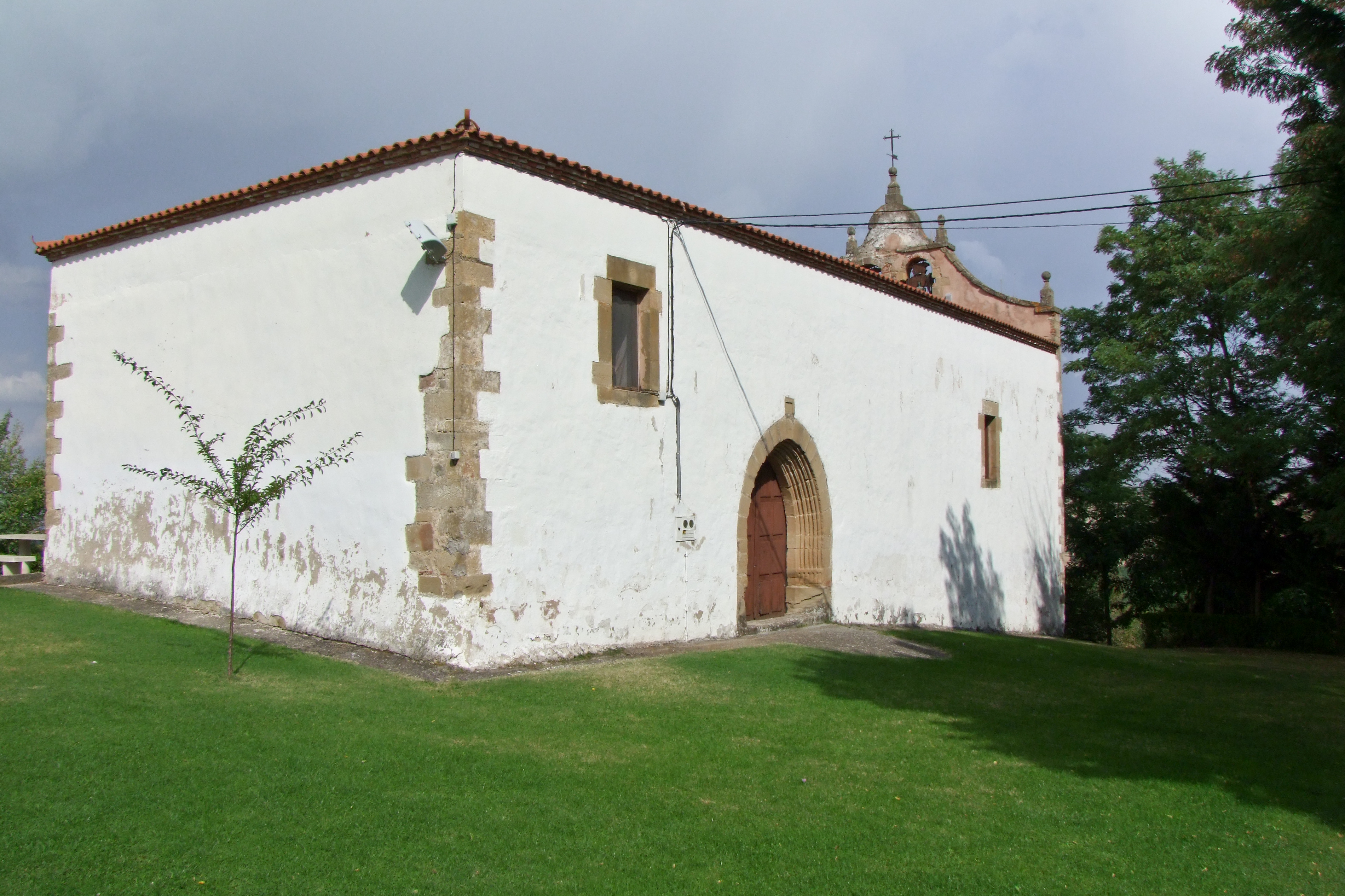
Marienkapelle

- Marienkapelle